# اتاویو مورگیا
اتاویو مورگیا (انگلیسی: Ottavio Morgia; ۱۸ سپتامبر ۱۹۲۰ – ۳۰ اوت ۱۹۸۴) بازیکن فوتبال اهل ایتالیا بود.
از باشگاه‌هایی که در آن بازی کرده‌است می‌توان به باشگاه ورزشی لاتزیو، باشگاه فوتبال روبور سیه‌نا، باشگاه فوتبال کالیاری، باشگاه فوتبال آولینو، و باشگاه فوتبال ناپولی اشاره کرد.